# 2014 en gymnastique
| Années de la gymnastique : 2011 - 2012 - 2013 - 2014 - 2015 - 2016 - 2017    |
| Décennies de la gymnastique : 1980 - 1990 - 2000 - 2010 - 2020 - 2030 - 2040 |

Les faits marquants de l'année 2014 en gymnastique

## Principaux rendez-vous
coupes du monde : Coupe du monde de gymnastique artistique 2014 - Coupe du monde de gymnastique rythmique 2014
- 7 au 13 avril : 24es championnats d'Europe de trampoline
- 12 au 18 mai : 30es championnats d'Europe de gymnastique artistique féminine à Sofia
- 19 au 25 mai : 31es championnats d'Europe de gymnastique artistique masculine à Sofia
- 9 au 15 juin : 30es championnats d'Europe de gymnastique rythmique
- 23 au 29 juin : championnats du monde de gymnastique aérobic 2014
- juin : Championnats de France Elite 2014
- 10 au 12 juillet : championnats du monde de gymnastique acrobatique 2014
- juillet : gymnastique aux Jeux du Commonwealth de 2014
- août : gymnastique aux Jeux olympiques de la jeunesse d'été de 2014
- 22 au 28 septembre : championnats du monde de gymnastique rythmique 2014
- septembre : gymnastique aux Jeux asiatiques de 2014
- 3 au 12 octobre : 45es championnats du monde de gymnastique artistique à Nanning en Chine.
- 7 au 9 novembre : championnats du monde de trampoline 2014